# 超人正义联盟
《超人正义联盟》（英語：Justice League Unlimited，亦称正义联盟无限版，简称为JLU）是由华纳兄弟动画公司制作并由卡通频道播放的一部美国动画电视剧。超人正义联盟的主要角色涵盖了DC漫画宇宙中各式各样的超级英雄，但主要基于正义联盟超级英雄团队，该部动画是此前正义联盟动画电视剧的直接续作。